# Primer Combate de Pucará
El Primer Combate de Pucará fue un hecho de armas que toma lugar el 5 de febrero de 1882, en el marco de la Campaña de la Breña, entre los ejércitos de Chile al mando de  Estanislao del Canto y del Perú al mando de Andrés Avelino Cáceres, en las zonas de Pucará y Marcavalle en el Departamento de Junín. Las historiografías peruana y chilena tienen versiones diferentes respecto al resultado de este enfrentamiento.

## Movimientos preliminares
Las fuerzas al mando del general Cáceres que se habían retirado de la quebrada de Huarochirí, venían siendo seguidas desde Pachacaca por la división de Del Canto. Este último había recibido el mando de la división de manos del coronel José Francisco Gana el 1 de febrero de 1882. 
Cáceres llega a Pucará el 4 de febrero con 1080 hombres, mientras que las fuerzas chilenas se encontraban en Huancayo distante a 14 kilómetros con una fuerza de 3500 hombres.
El batallón Lautaro estaba en Jauja, mientras que el 2º de Línea marchaba desde Tarma. La artillería y la caballería marcharon hacia Concepción llegando en la tarde del mismo día. En la hacienda La Punta se reagrupan sus tropas y emprenden la marcha el 5 de febrero a las 4:00 a. m., siendo seguidos por el Lautaro y su artillería.
Cuando Cáceres se disponía a partir hacia Izcuchaca, ambas fuerzas se divisan alrededor de las 6:00 a. m. La artillería peruana no participa en el combate puesto que se encontraba en dirección de Izcuchaca. Las fuerzas en combate son las siguientes:
| Ejército de Chile | Ejército del Perú |
| Comandante en Jefe: Coronel Estanislao del Canto - Batallón Lautaro - Batallón Tacna 2º de Línea - Escuadrón de caballería Cazadores de Yungay - 4 piezas de artillería. | Comandante en Jefe: General Andrés Cáceres - Batallón América - Batallón Libres de Huancayo - Batallón Zepita - Batallón Tarapaca (Total infantería 1100 soldados) - Caballería (40 soldados) - Artillería (90 soldados) - "Ayudantina" (Escolta del General) |
| Total efectivos: 2000 aprox. | Total efectivos: 1300 aprox. a la llegada de Cacéres a Huancayo (enero de 1882), por bajas naturales (enfermos de tifus), el ejército se redujo a 1080 hombres, los que marcharon sobre Pucará, fuentes chilenas indican que fueron 1810.                     |

## El combate
A eso de las 07:15 de la mañana, Del Canto ordena a su artillería situarse en posición y romper fuego mientras 5 jinetes del Carabineros de Yungay reconocen el terreno, volviendo con la noticia que los peruanos se encontraban en Pucará. 
El cañoneo causa destrozos en el poblado. Cáceres dispone a sus fuerzas en parapetos. Se inicia un tiroteo entre la vanguardia chilena y la infantería peruana. La tropa de avanzada chilena es reforzada con 3 compañías del 2º de Línea al mando del sargento mayor Enrique del Canto. Mientras, la otra mitad del 2º de Línea, comandada por el teniente coronel Eleuterio Danín, inicia una maniobra de flanqueo por el ala izquierda enemiga.
Los peruanos se enfrentan por media hora cuando los chilenos inician un ataque combinado de artillería e infantería. De acuerdo al parte de Cáceres, este ordena ocupar el cuello de Marcavalle que ofrecía una posición más ventajosa, retirando sus tropas ordenadamente. El parte de Del Canto señala que el empuje de la infantería sumada a una carga de caballería desaloja las tropas peruanas del pueblo. Así, las tropas peruanas se retiran del pueblo y ocupan las alturas.
En la retaguardia peruana se encuentran a la derecha el Batallón Tarapacá al mando del mismo Cáceres y a la izquierda el Batallón Zepita al mando de José Cáceres.
El Lautaro estaba llegando al frente, por lo que Del Canto ordena avanzar 2 baterías para atacar desde una posición conveniente a las tropas peruanas. Medio 2º de Línea junto con tropas del Lautaro traban combate con el Zepita y el Tarapacá. Cáceres ordena retroceder alternadamente al Zepita y al Tarapacá, con el fin de proteger el avance del resto de la tropa hacia Marcavalle. 
Del Canto ordena una carga de caballería que no prospera, el terreno era accidentado. Se vuelven a posicionar los cañones chilenos, que reanudan el fuego contra las defensas peruanas mientras la infantería avanza bajo su cobertura. Detrás de la infantería chilena avanzaba una mitad del Carabineros de Yungay. 
La historiografía chilena relata que estas fuerzas rompen la resistencia peruana, ocupando el campo de batalla. El parte del coronel Del Canto indica que un prisionero le contó que las tropas peruanas se atacaron entre ellas. Del Canto desiste de la persecución debido a lo accidentado del terreno y la fatiga de sus tropas, que venían marchando desde Concepción. Del Canto informa la captura de 38 prisioneros y estima entre 80 y 100 los muertos peruanos. En las fuerzas chilenas hubo 13 muertos y 17 heridos. Además menciona recoger 100 fusiles, aparte de otros tantos inutilizados.

...La dispersión del enemigo era completa; nos separaba una honda y escarpada quebrada; la fatiga de nuestra tropa era notable; la distancia que teníamos que salvar para destrozar por completo al enemigo era de gran magnitud, como también era largo el trayecto que teníamos que recorrer para encontrar recursos con qué reponer a nuestros soldados. Por otra parte, como las mismas tropas del General Cáceres se habían encargado del desempeño de nuestro rol, creí terminada mi misión. El resultado de este triple ataque ha sido que los enemigos se hayan disuelto por completo, pues el número de muertos que ha tenido lo conceptúo en ochenta o cien contándose entre éstos varios oficiales y dos jefes...
Coronel Estanislao del Canto Arteaga, 7 de febrero de 1882.

La historiografía peruana relata que el Zepita y el Tarapacá llegan finalmente a las alturas de Marcavalle protegidos por el ejército principal que ya se encontraba en ese lugar. A las 12:00m los chilenos se retiran hacia Sapallanga antes de enfrentarse a las posiciones peruanas en Marcavalle dejando gran número de muertos, armas y equipos. Los peruanos cuentan con 21 muertos y 24 heridos. Los chilenos con 200 bajas entre muertos y heridos.

...las fuerzas enemigas compuestas de más de 2,000 plazas, que en cinco horas de recio combate no pudieron apagar los fuegos de las guerrillas que les salieron al encuentro, se desconcertaron con tan inesperada resistencia, prefiriendo replegarse a Pucará antes que aventurar una acción erizada de peligros aunque para ello hubieron de renunciar, mal de su grado, a su propósito de cortar la retirada del ejército y aniquilarlo bajo el peso de sus poderosas armas...Las glorias de esa memorable jornada, son glorias nacionales que merecen figurar en los fastos de la guerra del Pacífico al lado de las que se conquistaron en los campos de Tarapacá...
Andrés Avelino Cáceres. Memorias

## Conclusión
Luego de este combate, las tropas peruanas continúan su marcha en dirección a Izcuchaca, mientras que las tropas chilenas retornan a Huancayo.
El 18 de febrero una tempestad en los desfiladeros de Julcamarca sorprende al ejército de Cáceres, perdiendo 90 % de suministros y 622 hombres, quedando con 368 soldados.